# Верни её из мёртвых
«Верни её из мёртвых» (англ. Bring Her Back) — австралийский художественный фильм снятый режиссёрами Дэнни и Майклом Филиппу в жанре ужасов. Премьера фильма состоялась 29 мая 2025 года в Австралии и России.

## Аннотация
Оставшись сиротами, Энди и его сводная младшая сестра Пайпер переезжают в дом к своей новой приёмной матери Лоре. Пайпер почти слепая, и Энди собирается оформить над ней опеку, когда через несколько месяцев ему исполнится 18 лет. Скоро они узнают, что у женщины живёт ещё один сирота, мальчик Оливер, который недавно пережил смерть матери и не разговаривает, а сама Лора недавно потеряла дочь. Постепенно Энди начинает замечать, что в доме творится что-то неладное. Похоже, что заботливая Лора увлечена оккультными практиками.

## В ролях
| Актёр             | Роль   |
| ----------------- | ------ |
| Салли Хокинс      | Лора   |
| Билли Бэррэтт     | Энди   |
| Сора Вон          | Пайпер |
| Джона Рен Филлипс | Оливер |
| Миша Хейвуд       | Кэти   |
| Стивен Филлипс    | Фил    |
| Салли-Энн Аптон   | Венди  |

## Производство
В апреле 2024 года стало известно, что Дэнни и Майкл Филиппу работают над оригинальным фильмом ужасов — сиквелом картины «Два, три, демон, приди!». Производством занимается компания Causeway Films при участии продюсеров Саманты Дженнингс и Кристины Сейтон. Главную роль в фильме исполнит Салли Хокинс, а права на мировое распространение приобрела студия A24. Сценарий написали Дэнни Филиппу и Билл Хинцман, а продюсированием занималась RackaRacka при финансовой поддержке South Australian Film Corporation и Salmira Productions. В конце мая к актёрскому составу присоединились Билли Бэррэтт, Джона Рен Филлипс, Салли-Энн Аптон, Стивен Филлипс, Сора Вонг и Лиам Дэймонс.
Основные съёмки стартовали в июне 2024 года. Ради съёмок режиссёры вернулись в родной штат — Южная Австралия. Съёмки проходили в окрестностях города Аделаида и пригорода Лайтсвью. Съёмки завершились спустя 41 день.

### Выпуск
В феврале 2025 года компания Sony Pictures Worldwide Acquisitions приобрела права на международный прокат фильма, за исключением Китая, России и Японии.
Премьера фильма состоялась 29 мая 2025 года в Австралии, кинокомпанией Stage 6 Films. А 30 мая, картина вышла в кинотеатрах США при поддержке компании A24.

## Критика
На сайте Rotten Tomatoes фильм имеет 90 % «свежести» на основе 160 рецензий. На Metacritic фильм имеет 75 балла из 100 на основе 31 рецензии кинокритиков, что означает «в целом положительные отзывы». По данный опроса CinemaScore зрители оценили фильма оценкой «B+», по шкале A+ до F. На сайте «Критиканство» фильм имеет 80 балл из 100 на основе 7 рецензий кинокритиков.

### Комментарии
1. ↑  посредством Sony Pictures Releasing International
2. ↑  В странах СНГ фильм вышел под названием «Верни её»[4].